# 越谷市立宮本小学校
越谷市立宮本小学校（こしがやしりつ みやもとしょうがっこう）は、埼玉県越谷市宮本町五丁目にある公立小学校。

## 概要
越谷市中心街の西側に位置する小学校。児童数626名（2012年4月9日現在）。通称宮小。関東地区小学校社会科研究協議会埼玉大会研究校（2005年度）、国立教育政策研究所教育課程研究指定校（生活科・社会科）（2005年度、2006年度）。

## 沿革

### 経緯
人口増加による周辺小学校の過密の解消のため、1976年に新規分離開校の形で設立された。設立当初から学校給食に力を入れ、1979年には県教育委員会から、1980年には文部大臣から学校給食優良校の表彰を受けている。

### 年表
- 1976年（昭和51年）4月1日 - 越谷市立越ヶ谷小学校及び越谷市立出羽小学校から分離開校。
- 1979年（昭和54年）10月23日 - 県教育委員会より学校給食優良校の表彰を受ける。
- 1980年（昭和55年）10月30日 - 文部大臣より学校給食優良校の表彰を受ける。
- 1998年（平成10年）1月23日 - アメリカ合衆国ハワイ州、アリアマヌ小学校と姉妹校提携。

## 教育方針
社会科・生活科の教育研究に取り組んでいる。2005年度には関東地区小学校社会科研究協議会埼玉大会研究校、2005年度・2006年度には国立教育政策研究所教育課程研究指定校（生活科・社会科）の指定を受けた。

## 学校行事
| - 4月 - 始業式、入学式 - 5月 - 心の劇場（5年生）、運動会 - 6月 - 開校記念日（23日） | - 7月 - 終業式、林間学校（5年生） - 8月 - （夏休み） - 9月 - 始業式、修学旅行（6年生） | - 10月 - 社会科見学（4年生）、陸上競技大会 - 11月 - 校内音楽会、サッカー大会 - 12月 - 終業式 | - 1月 - 始業式 - 2月 - 3月 - 卒業証書授与式、修了式 |

## 通学区域
- 越谷市[2]
  - 神明町一丁目（一部を除く）、二丁目（一部を除く）
  - 宮本町二丁目、三丁目、五丁目

## 進学先中学校
- 越谷市立西中学校
- 越谷市立中央中学校

## 学区内の主な施設
- 東京電力パワーグリッド越谷宮本変電所
- 越谷くるみ幼稚園

## 交通アクセス
- 朝日バス（011、084、085系統）、国際興業バス（新越11、新越12系統）「宮本小学校入口」停留所より徒歩2分。
- 東武伊勢崎線越谷駅西口より徒歩12分。